# Cuộc đổ bộ bí ẩn
Cuộc đổ bộ bí ẩn (tên gốc tiếng Anh: Arrival) là một phim điện ảnh chính kịch khoa học viễn tưởng của Mỹ năm 2016 do Denis Villeneuve đạo diễn. Eric Heisserer đảm nhiệm vai trò chuyển thể kịch bản phim từ nguyên tác truyện ngắn "Story of Your Life" do Ted Chiang sáng tác năm 1998. Phim có sự tham gia diễn xuất của Amy Adams, Jeremy Renner, và Forest Whitaker.
Cuộc đổ bộ bí ẩn được ra mắt lần đầu tiên tại Liên hoan phim Venice vào ngày 1 tháng 9 năm 2016 và sau đó được công chiếu rộng rãi tại Mỹ và Canada vào ngày 11 tháng 11 năm 2016 bởi hãng phân phối Paramount Pictures dưới định dạng IMAX. Tại Việt Nam, phim được công chiếu vào ngày 6 tháng 1 năm 2017. Cuộc đổ bộ bí ẩn đã thu về tổng cộng 191 triệu USD trên toàn thế giới và được nhiều người khen ngợi về cả phần cốt truyện, màu sắc lẫn diễn xuất tài tình của Adams. Viện phim Mỹ bình chọn đây là một trong mười Phim của năm, ngoài ra phim cũng đạt được nhiều đề cử tại các giải thưởng điện ảnh danh giá, trong đó có tám đề cử Oscar tại Giải Oscar lần thứ 89 bao gồm Phim hay nhất, Đạo diễn xuất sắc nhất và Kịch bản chuyển thể xuất sắc nhất. Cuộc đổ bộ bí ẩn cũng nhận được hai đề cử tại Giải Quả cầu vàng lần thứ 74 là Nữ diễn viên phim chính kịch xuất sắc nhất cho Amy Adams và Nhạc phim hay nhất, tuy nhiên phim lại không giành được chiến thắng ở bất kì hạng mục nào.

## Nội dung
Tại Mỹ, nơi một tàu hạ cánh tại bang Montana, người ta đưa tới nhà ngôn ngữ học Louise Banks (Amy Adams) với hy vọng cô cùng đồng sự là nhà vật lý học Ian Donnelly (Jeremy Renner) sẽ tìm ra cách để giao tiếp với người ngoài hành tinh. Những mô thức giao tiếp đầu tiên được kết nối khi Banks, Donnelly và hai sinh vật ngoài hành tinh bảy chân (hetapod) cùng nhau trao đổi từ vựng cơ bản. Tuy nhiên quá trình giao tiếp bị đặt dưới áp lực khổng lồ về thời gian và chính trị. Trong khoảng thời gian nghiên cứu vất vả nhất, Banks đã thấy những hình ảnh ảo giác về đứa con gái chết vì bệnh ung thư của mình.
Cùng nhau, Banks và Donnelly đã giải mã được mục đích khiến loài hetapod tới Trái Đất: “Cung cấp vũ khí”. Đứng trước mối đe dọa, nhiều quốc gia chuẩn bị phát động một cuộc chiến tranh tổng lực có thể tàn phá cả Trái Đất. Tuy nhiên đằng sau mọi chuyện vẫn còn nhiều bí ẩn khó lường, và chìa khóa cho vận mệnh thế giới giờ đây phụ thuộc vào những khám phá của Banks.

## Sản xuất
Villeneuve luôn luôn có ý định sẽ thực hiện một phim điện ảnh khoa học viễn tưởng, dù cho anh "chưa bao giờ tìm được thứ gì phù hợp". Trong khi đó, nhà biên kịch Eric Heisserer đã bất thành trong việc chuyển thể kịch bản từ truyện ngắn "Story of Your Life" của Ted Chiang trong nhiều năm, và khi hai nhà sản xuất Cohen và Levine tìm đến anh để hợp tác thực hiện một dự án phim khoa học viễn tưởng có triển vọng, anh gần như đã bỏ hoàn toàn việc chuyển thể kịch bản đó. Tuy nhiên Cohen và Levine lại giới thiệu Villeneuve đến với Heisserer, và Villeneuve đã nhận công việc này dù ở trong Lần theo dấu vết, một phim trước đây mà Villeneuve đạo diễn anh đã không có đủ thời gian để đảm nhiệm phần việc này. Cohen và Levine hoàn thành bản kịch bản nháp đầu tiên, rồi sau đó Villeneuve hoàn thành lại thành kịch bản cuối cùng. Villeneuve kết thúc bằng việc đổi tên tác phẩm, một phần vì phần kịch bản cuối cùng trở nên quá khác so với truyện ngắn ban đầu, phần khác cũng vì cái tên cũ nghe "giống tên một phim lãng mạn hài hước hơn". Villeneuve đã đặt tới "hàng trăm" cái tên khác nhau, cái tên được chốt lại là cái tên đầu tiên mà đội ngũ sản xuất gợi ý.
Jeremy Renner xác nhận tham gia đóng phim vào ngày 6 tháng 3 năm 2015 với vai một nhà vật lý. Forest Whitaker ký hợp đồng tham gia vào tháng 4 năm 2015 và Michael Stuhlbarg vào vai Đặc vụ CIA Halpern vào tháng 6. Nhà ngôn ngữ học, Tiến sĩ Jessica Coon được giao cho nữ diễn viên Amy Adams đảm nhiệm.
Quá trình quay phim chính được bắt đầu vào ngày 7 tháng 6 năm 2015 tại Montreal, Quebec, Canada, ngay sau khi Renner hoàn thành Captain America: Nội chiến siêu anh hùng.
Nội dung phim có sử dụng phần ngôn ngữ được sáng tạo bởi nghệ sĩ Martine Bertrand (vợ của nhà thiết kế sản xuất Patrice Vermette), dựa theo nguyên tác gốc. Stephen Wolfram và Christopher Wolfram đã phân tích kĩ càng để có thể tạo ra được căn nguyên cho tính chất công việc của Louise trong phim. Ba nhà ngôn ngữ học từ trường Đại học McGill cũng nằm trong đội ngũ thảo luận. Đoạn ghi âm tiếng của người ngoài hành tinh được tạo ra bởi chuyên gia ngữ âm học Morgan Sonderegger. Lisa Travis đảm nhiệm vai trò thiết kế bối cảnh cho nơi làm việc của nhân vật chính.

## Diễn viên
- Amy Adams vai Louise Banks, một nhà ngôn ngữ học
- Jeremy Renner vai Ian Donnelly, một nhà vật lý lý thuyết
- Forest Whitaker vai Đại tá G T Weber của Lục quân Hoa Kỳ
- Michael Stuhlbarg vai Đặc vụ David Halpern
- Tzi Ma vai Đại tướng Shang
- Mark O'Brien vai Đại úy Marks

## Âm nhạc
Jóhann Jóhannsson bắt đầu công việc biên soạn phần âm nhạc cho Cuộc đổ bộ bí ẩn ngay sau khi phim bắt đầu được bấm máy, lấy phần kịch bản và bản chất nghệ thuật của phim làm nguồn cảm hứng. Anh phát triển một trong những bản nhạc chủ đề phim ngay trong tuần đầu làm việc, sử dụng giọng hát và việc lặp đi lặp lại các âm thanh dương cầm. Ngoài ra, bản nhạc "On the Nature of Daylight" của Max Richter cũng được xuất hiện ở đoạn cuối của phim.

## Phát hành
Một đoạn teaser phim đã được đăng tải vào tháng 8 năm 2016, và một tuần lễ sau đó thì trailer chính thức được ra mắt. Paramount Pictures đã đăng tải một loạt các áp phích phim, một trong số đó có cảnh phi thuyền UFO trong phim đang bay trên bầu trời thành phố Hong Kong, tuy nhiên trong khung cảnh thành phố lại có hình ảnh Tháp truyền hình Minh Châu Phương Đông của Thượng Hải. Điểm không chính xác này đã dấy lên một sự phẫn nộ đối với cộng đồng mạng Hong Kong. Tấm áp phích sau đó đã được nhà sản xuất rút xuống kèm theo giải thích rằng hình ảnh lỗi này được thực hiện bởi một bên thứ ba khác.
Vào tháng 5 năm 2014, hãng Paramount đã mua được quyền phân phối cho Cuộc đổ bộ bí ẩn tại thị trường Mỹ và Canada. Ngay sau đó, Sony Pictures Releasing International và Stage 6 Films giành được quyền phát hành phim tại các thị trường ngoại địa Bắc Mỹ. Cuộc đổ bộ bí ẩn được ra mắt lần đầu tiên tại Liên hoan phim Venice vào ngày 1 tháng 9 năm 2016. Phim cũng được công chiếu tại Liên hoan phim quốc tế Toronto, Liên hoan phim Telluride và Liên hoan phim London. Phim được công chiếu chính thức vào ngày 11 tháng 11 năm 2016. Tại Việt Nam, phim được công chiếu vào ngày 6 tháng 1 năm 2017.

### Phương tiện tại gia
Cuộc đổ bộ bí ẩn được phát hành dưới định dạng phim số vào ngày 31 tháng 1 năm 2017 và định dạng đĩa cứng Blu-ray và DVD vào ngày 14 tháng 2 năm 2017.